# 고려수절신
고려수절신(高麗守節臣)은 고려가 멸망한 뒤 조선이 건국되었을 때, 유교의 대의명분을 따라 충절을 지켰던 여말선초의 학자들이다. 이들은 조선 왕조 하에서 벼슬을 하지 않고 은둔하거나, 이성계의 조선 건국에 반대하다가 살해되기도 하였다. 두문동에 들어가 은둔했던 72명은 두문동 72현(杜門洞七十二賢)이라고 일컫기도 한다. 이로 보아 고려에 대한 국가적 인식과 궁극적 신뢰가 아직 두터웠다는 것을 알 수 있다.
두문동 72현의 성명이 모두 전하지는 않고, 임선미(林先味)·조의생(曺義生)·성사제(成思齊)·박문수(朴門壽)·민안부(閔安富)·김충한(金沖漢)·이의(李倚) 등의 성명만 전한다. 그 밖에 맹(孟)씨라는 성만 전하는 자가 있다. 두문동은 경기도 개풍군 광덕면 광덕산 서쪽 기슭에 있던 옛 지명이다. 이들에 관해서는 여러가지 구전이 있는데 그 내용을 종합하면 다음과 같다. 우선 지명은 조선이 건국되자 태학생 임선미 등 72인이 모두 이곳에 들어와서 마을의 동·서쪽에 문을 세우고, 빗장을 걸고서 문 밖으로 나가지 않은 것에서 유래했다고 한다. 한편, 태조는 고려 유신들을 회유하기 위하여 경덕궁(敬德宮)에서 친히 과장(科場)을 열었다. 그러나 이들은 아무도 응시하지 않고 경덕궁 앞의 고개를 넘어가 버렸다. 그래서 그 고개를 부조현(不朝峴)이라 하였다. 그리고 부조현 북쪽에 관을 걸어놓고 넘어갔다 하여 이를 괘관현(掛冠峴)이라 불렀다고 한다.
후대에 들어서 이들은 절개의 상징으로 숭상되기도 하였다. 1740년(영조 16) 9월 영조는 개성을 행차할 때 부조현의 유래를 듣고 승지에게 칠언시를 짓게 하였으며, 직접 '부조현'이라는 세 글자를 쓰고 비석을 세워주었다. 1751년(영조 27) 9월에는 두문동 72현에게 제사를 지내게 하면서 직접 어필 14자를 써 비석에 새기게 한 뒤 그곳에 세우도록 하였다. 그 뒤 이 고사가 임선미·조의생 자손의 가승(家乘)을 통하여 정조에게 알려져 1783년(정조 7)에 개성의 성균관에 표절사(表節祠)를 세워 추모하였다. 고종은 1903년(고종 40) 5월 다시 두문동 72현의 어필 비각을 중건하라고 명하기도 하였다.
다른 한 속전(俗傳)에 따르면, 개성 부근 보봉산(寶鳳山) 북쪽으로 10리쯤 되는 곳에도 두문동이라는 곳이 있다. 이곳은 조선이 건국된 후 고려 유장(遺將) 48인이 들어와서 몸을 씻고서 함께 죽을 것을 맹세한 골짜기라고 한다. 이들의 성명 역시 전하지 않는다. 다만 세신정(洗身井)·회맹대(會盟臺)라는 지명만 남아 있을 뿐이라고 한다.
이들에 대한 기록 중 하나로 "두문동실기"가 전한다. 두문동 72현 중 한 사람인 성사제의 후손이 1809년(순조 9) 편집, 간행하였다. 성사제의 행적을 칭송하며 세상에 전하고 있으며, 당시에 함께 은거한 조의생(曺義生)·임선미(林先味)·이경(李瓊)·맹호성(孟好誠)·고천상(高天祥)·서중보(徐仲輔) 등이 부분적으로 함께 거론되고 있다.